# Azilal
Azilal (en lenguas bereberes: ⴰⵣⵉⵍⴰⵍ, em árabe: أزيلال) es una capital de provincia en el centro de Marruecos, en las montañas del Atlas. También es la capital del Área de Conservación M'Goun y el hogar de un dialecto único de tamazight.

## Historia
Azilal fue originalmente un lugar de encuentro para que varias tribus amazigh se reunieran y comerciaran. Durante el protectorado francés de Marruecos, la ciudad fue ocupada por fuerzas coloniales y utilizada como puesto de avanzada para extenderse más hacia las montañas. Un barrio colonial permanece habitado hasta el día de hoy por familias amazigh locales. El barrio está ubicado en una colina dentro del término municipal de Azilal y está separado del pueblo por un muro de la época colonial.

## Geografía
Dada la rica geología de las montañas circundantes, Azilal es la capital del Área de Conservación de M'Goun y alberga el Museo del Geoparque de M'Goun. Azilal se ha convertido en un punto de partida para que los turistas visiten varios sitios del Patrimonio Mundial. Las cascadas de Uzud, uno de los sitios más populares en el área de conservación, están a solo 27 km por carretera.

## Demografía
Azilal está habitado por marroquíes de ascendencia amazigh(la mayor parte) y árabe. Si bien la mayoría de las familias amazigh provienen de los pueblos de los alrededores, la mayoría de las familias árabes se han mudado desde las ciudades marroquíes más grandes. Los residentes de Azilal, por lo tanto, a menudo hablan árabe marroquí y tamazight. El dialecto Azilal de Tamazight, Tachelhit, es una mezcla entre los dialectos del Medio Atlas y el Alto Atlas.